# Clodomiro
Clodomiro (fráncico: Clodomer, de chlod, «gloria», y mir o mer, «grande») en antigua  lengua franconia, nacido hacia 495, fue el segundo de los cuatro hijos de Clodoveo I y de Clotilde. A la muerte de su padre en el año 511, se dividió el reino de los francos con los otros tres hermanos: Teodorico I, Childeberto I y Clotario I.
Ya rey, Clodomiro se casó con Gondioque, con quien tuvo tres hijos: Teodobaldo, Gunthar y Clodoaldo (el futuro san Clodoaldo).
En 523-524, quizá instigado por su madre Clotilde, deseosa de vengar a su sobrino, que había sido asesinado por el rey Segismundo, Clodomiro se unió a sus hermanos y participó en una expedición contra los burgundios, conocida como Guerra de Burgundia (523-524). Clodomiro vuelve a Orleans, pero el hermano de Segismundo, Gundemaro III entra en la Burgundia a la cabeza de unas tropas enviadas por el rey ostrogodo Teodorico el Grande e hizo masacrar la guarnición que habían dejado los francos.
En represalia, Clodomiro hizo asesinar a Segismundo y a sus hijos, Gisaldo y Gundebaldo, el 1 de mayo de 524. Luego se lanzó a una nueva expedición contra los burgundios, resultando muerto la primavera o el verano de ese mismo año en la batalla de Vézeronce. Sus tres hijos fueron recogidos por su madre hasta que se casó con su cuñado Clotario I. Este último hizo masacrar a los hijos de Clodomiro, quedando vivo solo Clodoaldo, porque huyó. Este, más conocido con el nombre de Saint Cloud, se hizo abad de Novigentum prefiriendo renunciar a su cabellera, símbolo de la realeza, antes que a la vida.